# Канал Рейн — Майн — Дунай
Кана́л Рейн — Майн — Дуна́й (нем. Rhein-Main-Donau-Kanal (RMD)), другие названия — Канал Майн — Дуна́й, Европе́йский канал — судоходный канал в Германии, в федеральной земле Бавария. Соединяет реки Майн, приток Рейна, и Дунай. Обеспечивает транспортное речное сообщение между Атлантическим океаном, Северным морем и Чёрным морем.

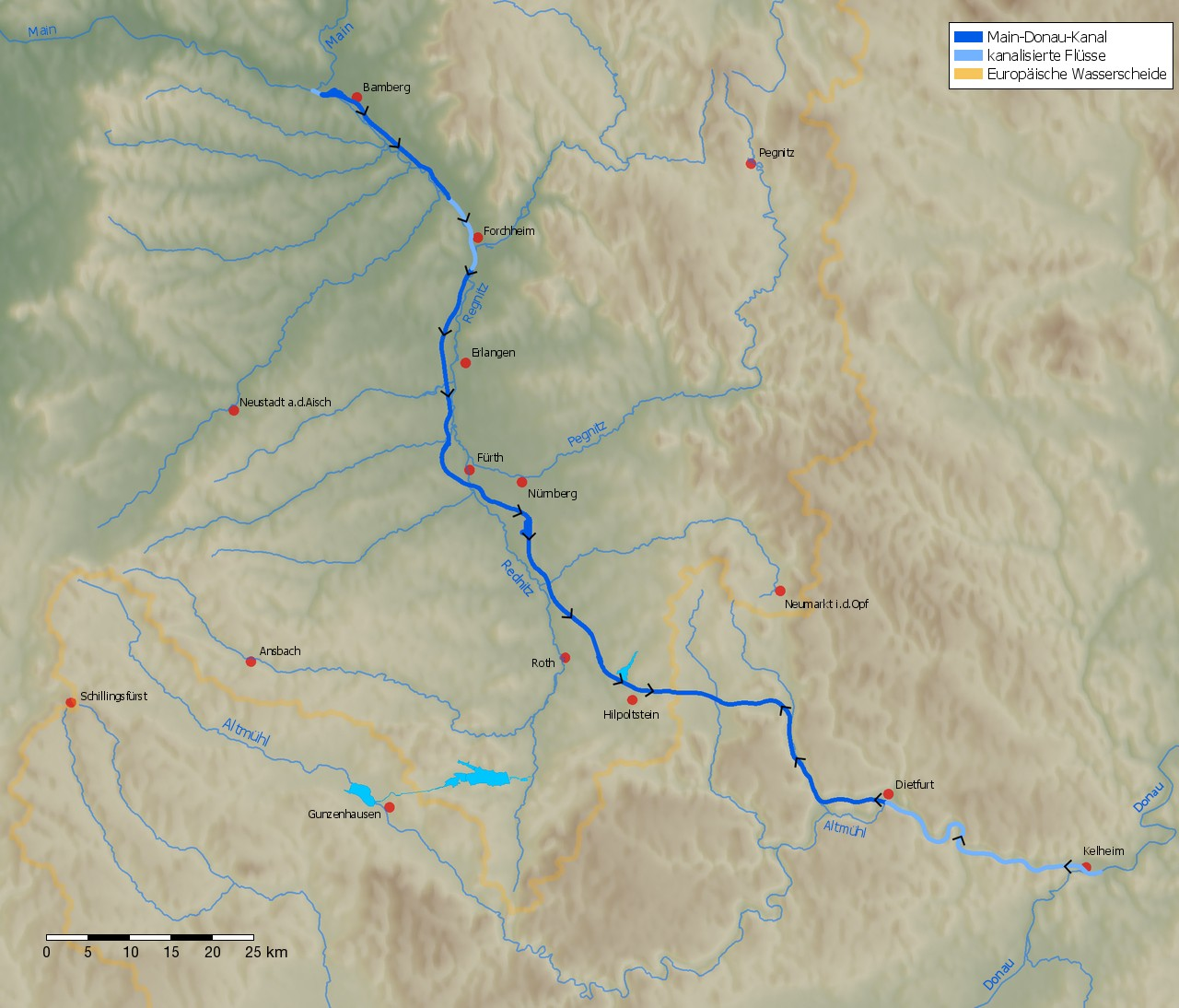
Карта канала

Начинается от города Бамберг, протекает через Нюрнберг и соединяется с Дунаем у города Кельхайм.
Длина составляет 171 километр. Ширина канала 55 метров, глубина 4 метра. Некоторые участки канала выполнены в виде бетонных акведуков.
Канал оборудован шестнадцатью шлюзами. Одиннадцать из них располагается в рейнском бассейне, и осуществляют подъём с уровня 230,9 метров до уровня водораздела 406 метров. Пять шлюзов расположены в бассейне Дуная, и осуществляют перепад с водораздела до 336,2 метров.

## История

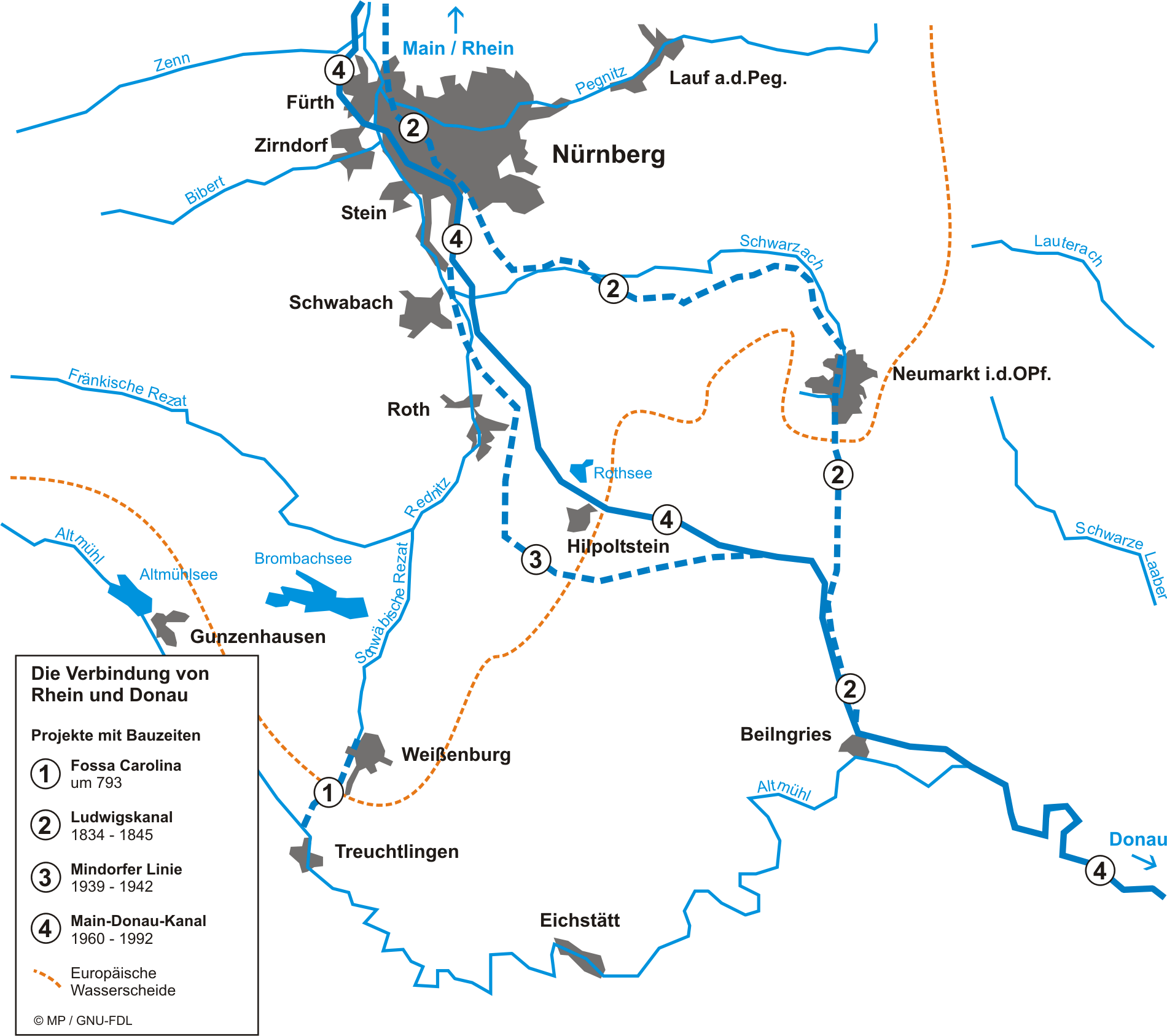
Схемы исторических каналов через водораздел

Профиль канала

Идея соединения двух рек через европейский водораздел была высказана ещё в VIII веке. В 793 году Карл Великий начал строительство канала Карлсграбен, который должен был соединить приток Дуная реку Альтмюль и Швабский Рецат, который образовывал Редниц, приток Майна.
С 1836 по 1846 годы в Германии был реализован проект строительства альтернативного водного канала, который получил название Людвигов канал.
Строительные работы по новым водным путям в районе Нюрнберга велись и в Первую мировую войну и с 1938 по 1942 годы (Mindorfer Linie).
Строительство канала в нынешнем виде было начато в 1960 году. Канал был открыт 25 сентября 1992 года. На строительство водного пути было затрачено 2,3 миллиарда евро.